# 布斯剧院

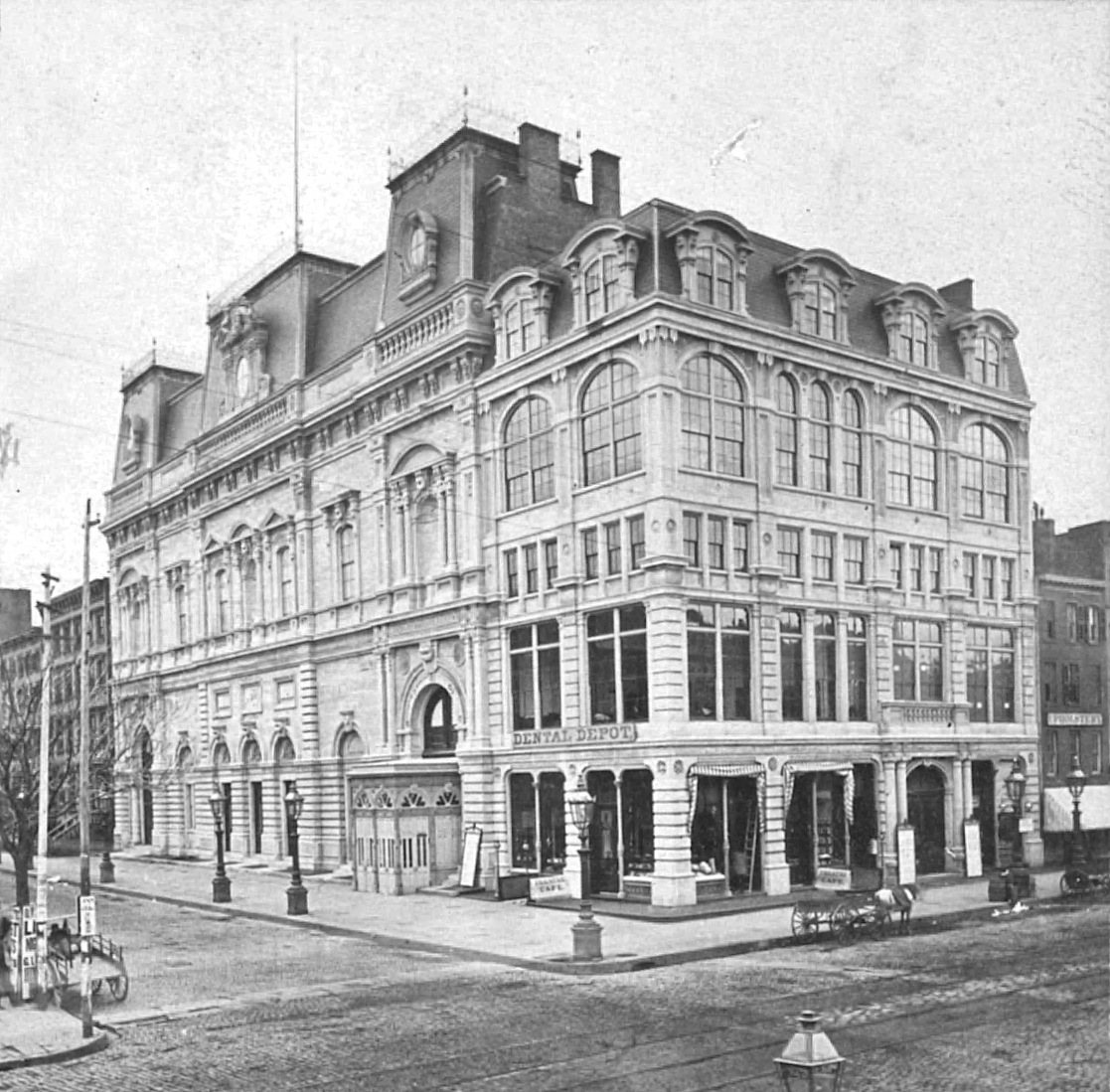
第一个布斯剧院

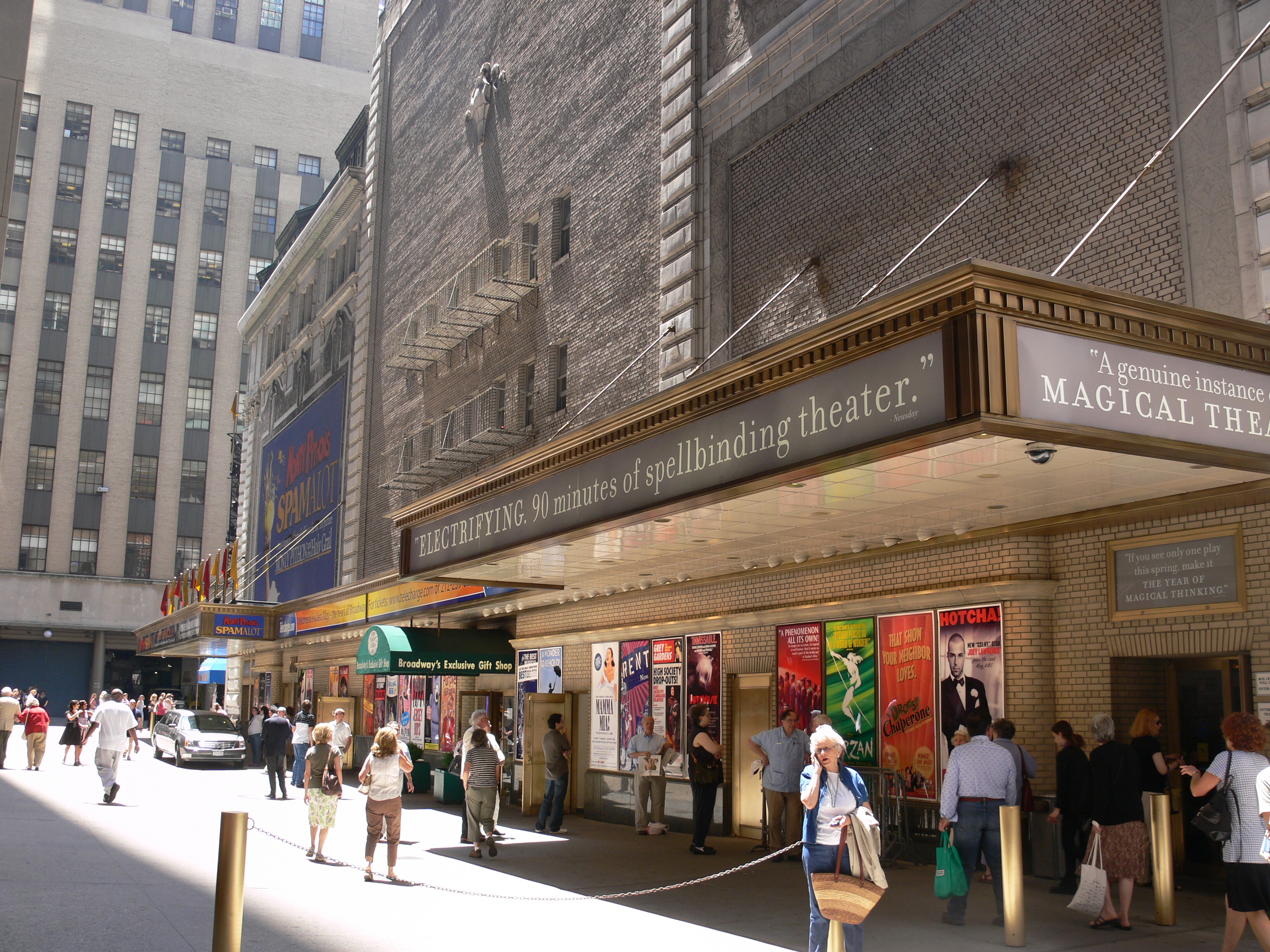
布斯剧院(右)和舒伯特剧院(左)

布斯剧院（Booth Theatre）是一个百老汇剧院，位于纽约市曼哈顿中城的西45街222号(乔治·艾伯特路，George Abbott Way)。
建筑师亨利·赫茨（Henry B. Herts）设计了布斯剧院和毗邻的舒伯特剧院（Shubert Theatre），这两个剧院背靠背，立面均为威尼斯文艺复兴风格。
该剧院是以19世纪美国著名演员、约翰·威尔克斯·布斯的哥哥埃德温·布斯（Edwin Booth）命名。它拥有783个座位，适合演出戏剧和喜剧。它于1913年10月16日开幕，开演剧目是阿诺德·贝内特的戏剧《伟大的冒险》（The Great Adventure）。
这里是纽约市第二个布斯剧院。第一个布斯剧院（Booth's Theatre）最初由埃德温·布斯所有，由 Renwick & Sands 建筑公司建于 1867-69年，在23街和第六大道东南转角，1965年拆除。